# Epatoncologia
Il termine epatoncologia indica l'integrazione e la collaborazione tra due specialità mediche, l'epatologia e l'oncologia, per la gestione clinica dei pazienti affetti da epatocarcinoma (HCC o HepatoCellular Carcinoma), la principale forma di tumore del fegato.
Nel mondo, l'epatocarcinoma è, per frequenza, la quinta neoplasia nell'uomo e l'ottava nelle donna, e rappresenta la terza causa di morte per tumore. Si tratta di una patologia estremamente complessa e dalle numerose sfaccettature, che si sviluppa generalmente su un organo già colpito da una malattia cronica, la cirrosi.
La gestione di un paziente affetto da epatocarcinoma è, pertanto, un processo articolato, che comprende la diagnosi, la valutazione dello stadio della malattia, la selezione della terapia (chirurgica o meno) più adeguata per il paziente e la valutazione degli effetti del trattamento in un paziente che risulta affetto da due patologie concomitanti. L'epatoncologia prevede un approccio coordinato e integrato tra i diversi specialisti (epatologo, oncologo, radiologo interventista, chirurgo) per personalizzare al massimo la diagnostica e l'intervento sulla persona.